# Conchita Martínez
Inmaculada Concepción ("Conchita") Martínez Bernat (Monzón, Spanyolország, 1972. április 16. –) spanyol hivatásos teniszezőnő. 
1994-ben ő lett az első, és eddigi egyetlen spanyol nő, aki Wimbledonban meg tudta nyerni az egyéni versenyt, amikor a döntőben legyőzte Martina Navratilovát. Ezenkívül még két Grand Slam döntőbe jutott be (1998 - Australian Open, 2000 - Roland Garros). Az olimpiákon két ezüst- és egy bronzérmet nyert párosban. Karrierje során összesen 33 egyéni és 13 páros WTA tornát nyert meg.
2020-ban a teniszhírességek csarnokának (International Tennis Hall of Fame) tagjai közé választották.

## Grand Slam-döntői

### Győzelmei (1)
| Év   | Helyszín  | Ellenfél a döntőben | Eredmény a döntőben |
| 1994 | Wimbledon | Martina Navratilova | 6–4, 3–6, 6–3       |

### Elvesztett döntői (2)
| Év   | Helyszín        | Ellenfél a döntőben | Eredmény a döntőben |
| 1998 | Australian Open | Martina Hingis      | 6–3, 6–3            |
| 2000 | Roland Garros   | Mary Pierce         | 6–2, 7–5            |